# Imbringen
Imbringen (luxembourgeois: Amber) est une section de la commune luxembourgeoise de Junglinster située dans le canton de Grevenmacher.